# Wyższa Szkoła Pedagogiczna w Łodzi
Wyższa Szkoła Pedagogiczna w Łodzi – niepubliczna uczelnia zawodowa o profilu pedagogicznym, utworzona na podstawie pozwolenia Ministra Edukacji Narodowej i Sportu (wpis do rejestru niepaństwowych uczelni zawodowych pod numerem 124) w kwietniu 2003 roku.
Założycielem uczelni była mgr Małgorzata Cyperling, pełniąca jednocześnie funkcję kanclerza WSP. Uczelnia była wówczas jedyną wyższą szkołą pedagogiczną w regionie łódzkim.

## Historia
W 1999 roku mgr Małgorzata Cyperling otworzyła pierwszy w województwie łódzkim niepubliczny ośrodek doskonalenia nauczycieli CSP „Edukacja”, który przekształcono w Wyższą Szkołę Pedagogiczną w 2003 roku. Wtedy też szkoła otrzymała zgodę Ministra Edukacji Narodowej i Sportu na kształcenie na poziomie wyższych studiów zawodowych na kierunku pedagogika. Pierwszym rektorem uczelni została prof. dr Dorota Podgórska-Jachnik. Drugim rektorem WSP był prof. zw. dr hab. Bogusław Śliwerski i pełnił tę funkcję do maja 2010. Funkcję rektora pełnili następnie dr n. med. Leszek Cezary Szymański, dr hab. Sławomir Sztobryn, dr Barbara Olszewska. W 2005 decyzją MENiS Wyższa Szkoła Pedagogiczna w Łodzi uzyskała uprawnienia do prowadzenia wyższych studiów zawodowych na kierunku pedagogika specjalna. W 2007 ponad 120 studentów kierunku pedagogika otrzymało dyplomy ukończenia studiów pierwszego stopnia. W tym samym roku uczelnia otrzymała Uchwałą Nr 487/2007 Prezydium Polskiej Komisji Akredytacyjnej ocenę pozytywną dla kierunku pedagogika. Prezydium PKA wyznaczyła maksymalnie długi (pięcioletni) okres kolejnej oceny jakości kształcenia.
Uczelnia w ciągu swojej działalności zorganizowała 19 konferencji i debat oświatowych, m.in.:
- Elastyczne formy zatrudnienia – szansa na integrację zawodową niepełnosprawnej młodzieży,
- Przemoc w Internecie – dzieci w zagrożeniu,
- Zagrożenie samobójstwem wśród uczniów,
- Przeciwdziałanie agresji – interwencja placówki oświatowej,
- Wychowanie w duchu integracji osób niepełnosprawnych.

WSP uruchomiła również specjalistyczny portal edukacyjny (działał do października 2016 roku). Portal był serwisem obywatelskim, w którym studenci, nauczyciele i naukowcy wyrażali swoje poglądy na forum, publikowali artykuły, recenzje, felietony oraz informowali o wydarzeniach oświatowych w Polsce i w swoich małych ojczyznach.
W 2015 roku uczelnia zmieniła właściciela.
We wrześniu 2016 roku rektor WSP dr Krzysztof Kamiński złożył wymówienie, a od stycznia 2017 roku uczelnia przygotowuje się do likwidacji.

## Wykładowcy
W Wyższej Szkole Pedagogicznej w Łodzi pracowało ponad 100 wykładowców, wśród nich profesorowie o znaczącej, w kraju i zagranicą, pozycji naukowo-badawczej, m.in.: prof. zw. dr hab. Edyta Gruszczyk-Kolczyńska, dr hab. Jadwiga Hanisz, prof. zw. dr hab. Bogdan Szczepankowski, dr hab. Sławomir Sztobryn, dr hab. Tadeusz Szewczyk.

## Kierunki kształcenia
Do 2016 roku uczelnia dawała możliwość podjęcia nauki na trzech kierunkach na poziomie licencjackim:
- pedagogika,
- pedagogika specjalna,
- socjologia.

W styczniu 2017 roku szkoła prowadziła jedynie studia podyplomowe z zakresu nauk pedagogicznych jak i nauk społecznych.

### Kształcenie studentów niepełnosprawnych
Problem kształcenia osób niepełnosprawnych traktowany jest w WSP w szczególny sposób. Uczelnia realizuje ideę integracji w praktyce. W gronie etatowych lub współpracujących z WSP wykładowców są zatrudniane osoby niepełnosprawne (niewidome, z uszkodzonym słuchem), będące specjalistami w swoich dziedzinach. Polityka kadrowa i integracyjna została doceniona w roku 2006 poprzez przyznanie Uczelni I nagrody w Konkursie „Lodołamacze” w regionie łódzkim.

## Baza lokalowa
Wyższa Szkoła Pedagogiczna dysponuje bazą lokalową o łącznej powierzchni ponad 5000 m² przy ul. Stefana Żeromskiego 115 oraz przy ul. Piotrkowskiej 243 (zabytkowy gmach dawnego Niemieckiego Towarzystwa Śpiewaczego, odkupiony przez uczelnię od Urzędu Marszałkowskiego Województwa Łódzkiego za 2,5 mln zł na początku drugiej dekady XXI w. i wyremontowany nakładem około 1 mln zł).